# Douglas Adams
Douglas Noël Adams (Cambridge, Engleska, UK,  11. ožujka 1952. – Santa Barbara, SAD, 11. svibnja 2001.) bio je britanski radijski dramaturg i pisac znanstvene fantastike. 
Douglas Adams jedan je od najznačajnijih humorista žanra znanstvene fantastike, najpoznatiji po seriji knjiga Vodič kroz Galaksiju za autostopere.
Njegova djela osvojila su sve medije: radio, televiziju pa čak i kino platna. 
U vrijeme njegove smrti, ovaj serijal bio je prodan u više od petnaest milijuna primjeraka.

## Obrazovanje i rani rad
Adams je rođen u Cambridgeu i obrazovan u Brentwoodskoj školi u Essexu, gdje se sprijateljio s Griffom Jonesom. Adams je pohađao St. John's College, gdje je 1974. godine diplomirao englesku književnost. 
Neki od njegovih ranih radova prikazani su na drugom programu BBC-a 1974. godine. Uskoro ga je "otkrio" Graham Chapman iz Monty Pythona, kojemu je Adams napisao jedan od skečeva za 45. epizodu Letećeg cirkusa. 
Adamsov rani rad na radiju uključuje skečeve u programima The Burkiss Way i News Huddlines, a i bio je pisac jedne epizode programa Doctor on the Go.

## Vodič kroz Galaksiju za autostopere
Prema Adamsu, ideja za Vodič kroz Galaksiju za autostopere nastala je kada je pijan ležao u polju u Innsbrucku u Austriji, gledajući zvijezde. Lutao je noseći knjigu Vodič kroz Europu za autostopere kada je naišao na grad gdje nitko nije govorio njemu razumljivim jezikom. Kada se napio i otišao u polje spavati, bio je inspiriran nemogućnošću da komunicira s ljudima iz tog grada. 
Vodič kroz Galaksiju za autostopere originalno je nastao kao šestodjelna radio serija na BBC Radio 4 1978. godine. Radio serija bila je osnova za seriju knjiga, koja je postala poznatija kao "trilogija u pet nastavaka", a kasnije je nastala i TV serija.
Vodič... se sastoji od sljedećih djela:
- Vodič kroz galaksiju za autostopere (The Hitchhiker's Guide to the Galaxy, 1979.)
- Restoran na kraju svemira (The Restaurant at the End of the Universe, 1980.)
- Život, univerzum i sve ostalo (Life, the Universe and Everything, 1982.)
- Doviđenja i hvala vam za sve one ribe (So Long, and Thanks For All the Fish, 1984.)
- Mladi Zaphod igra na sigurno (Young Zaphod plays it safe, 1986.)
- Uglavnom bezopasni (Mostly Harmless, 1992.)

## Vanjske poveznice
|  | Zajednički poslužitelj ima još gradiva o temi Douglas Adams |

- www.douglasadams.com